# Rec. 709
La recommandation UIT-R BT 709, ou plus communément Rec. 709, intitulée « Valeur des paramètres des normes de TVHD pour la production et l'échange international de programmes », est un standard de l'industrie audiovisuelle pour la télévision à haute définition (TVHD). La première révision de la recommandation a été publiée par la SMPTE en 1990.

## Détails techniques

### Fréquence image et balayage
L'introduction de la recommandation rassemble les différentes fréquences image admises : 60 Hz, 50 Hz, 30 Hz, 25 Hz et 24 Hz. Les fréquences fractionnaires ayant les valeurs précédentes divisées par 1,001 sont aussi permises : 59,94 Hz, 29,97 Hz ou 23,98 Hz par exemple.
L'acquisition initiale est possible en entrelacé ou progressif. La vidéo enregistrée en progressif par le capteur peut être transmise en images progressives ou images PsF (Progressive segmented Frame). L'acquisition en entrelacé peut être transmise en entrelacé. Dans le cas où une image progressive est transmise en PsF, la fréquence trame doit être le double de la fréquence image.
En pratique, les conditions précédentes ont pour résultat les fréquences image suivantes : 25i, 25PsF, 25p, 50p pour les systèmes 50 Hz ; 23.976p, 23.976PsF, 24p, 24PsF, 29.97i, 29.97p, 29.97PsF, 30PsF, 30p, 59.94p, 60p pour les systèmes 60 Hz.

### Nombre de pixels
L'image est constituée de 1920 × 1080 pixels de forme carrée, ce qui correspond à un rapport de forme de 16:9.

### Représentation numérique
Le codage Rec. 709 utilise un encodage partiel avec comme niveaux de référence le code 16 pour le noir et le code 235 pour le blanc dans un système de codage 8 bits (256 valeurs de 0 à 255). Les codes 0 et 255 sont utilisés pour la synchronisation, et sont prohibés des données vidéo. Les codes 8 bits entre 1 et 15 ainsi que de 236 à 254 fournissent des détails éphémères concernant l'image (footroom et headroom) comme les infranoirs, les hautes lumières spéculaires, etc. La profondeur de quantification est augmentée en ajoutant un bit de poids faible (least-significant bit).
Les systèmes 10 bits sont communs dans les studios. Les ordinateurs utilisent d'ordinaire un encodage complet qui place le noir à 0 et le blanc à 255, sans informations ... Les limites 16/235 pour la luminance (16/240 pour la chrominance) existaient déjà dans la recommandation UIT Rec. 601.

### Les primaires de couleur
| Espace de couleur | Point blanc | Point blanc | Primaires | Primaires | Primaires | Primaires | Primaires | Primaires |
| Espace de couleur | xW          | yW          | xR        | yR        | xG        | yG        | xB        | yB        |
| ----------------- | ----------- | ----------- | --------- | --------- | --------- | --------- | --------- | --------- |
| UIT-R BT.709      | 0.3127      | 0.3290      | 0.64      | 0.33      | 0.30      | 0.60      | 0.15      | 0.06      |

Diagramme de chromaticité CIE xy 1931 montrant le gamut de l'espace couleur Rec. 709 et la position des primaires. Le point blanc est au milieu.

Notez que le rouge et le bleu sont les mêmes primaires que dans l'EBU Tech 3213 tandis que le vert est entre l'EBU Tech 3213 et le SMPTE C. Le blanc est le D65.

### Standards de conversion
Lors de la conversion entre les divers formats SD et HD, il faut compenser les différences entre les primaires (entre les primaires Rec. 709, EBU Tech 3213, et SMPTE C). En pratique, cette conversion est rarement effectuée et une telle conversion pourrait créer un handicap pour les installations de postproduction qui seraient obligées de vérifier les mires de barre sur chaque nouveau master. La correction des différences de primaires causerait une imprécision des couleurs de la mire sur la nouvelle bande vidéo. Des couleurs incorrectes peuvent causer le rejet du master ou du prêt à diffuser par les contrôles de qualité.

### Coefficients de luminance
La HDTV conformément à la Rec. 709 reconstitue la luminance en utilisant les coefficients R'V'B' 0,2126, 0,7152 et 0,0722.

{\displaystyle Y=0,2126\cdot R+0,7152\cdot V+0,0722\cdot B}

Cela signifie que contrairement au Rec. 601, les coefficients font correspondre les primaires et le point blanc, la luminance correspond mieux à la luminance. De nombreux experts estiment que les avantages de meilleurs coefficients matriciels ne justifient pas le changement comparé aux coefficients Rec. 601. Bien qu'un accord mondial sur une unique structure R'V'B' s'est achevé avec l'adoption du Rec. 709, l'utilisation de nouveaux coefficients de luminance a créé de nouvelles valeurs de Y’CBCR. Chaque fois que la SDTV est upconvertie en HDTV, ou que l'HDTV est downconvertie en SDTV, dans un studio ou chez l'utilisateur, un matriçage luma-chroma est requis.

### Caractéristiques de transfert
La Rec. 709 est écrite pour spécifier la capture et les caractéristiques de transfert de l'encodage HDTV - en se référant à la scène capturée. Cependant, en pratique on prend comme référence l'affichage avec une fonction de transfert de 2,40 (fonction de transfert 2,35 dans les recommandations EBU). Rec. 709 et sRGB partagent les mêmes primaires de chromaticité et le point neutre; seulement, sRGB est explicitement en référence à l'affichage avec une correction de gamma moyenne de 2,2.